# Václav Josef Schunda
Václav Josef Schunda (19. května 1845 Dubeč u Říčan – 26. ledna 1923 Budapešť) byl český houslař, výrobce a vynálezce hudebních nástrojů, spolumajitel a pozdější majitel závodu na výrobu instrumentů Josef Schunda v Budapešti. Stal se vynálezcem moderní koncepce cimbálu a také tarogató, tradičního maďarského klarinetu.

## Život
Narodil se v Dubči nedaleko středočeských Říčan (současně součást města Prahy). Vychodil obecnou školu, poté se vyučil se u pražského houslaře Johanna Kulíka. Jako houslař se ale neosvědčil, odešel tak do uherské Pešti, kde jeho strýc Josef Schunda vlastnil závod na výrobu hudebních nástrojů. Posléze se stal také spolumajitelem firmy.
Roku 1866 pak představil svůj vynález, tzv. nagycimbalom (velký cimbál), jakožto nástroj odlišující se od tradičního cimbálu větší ozvučnou skříní (podobnou klavíru) na dřevěných nohách, který pak roku 1874 odsadil také systémem pedálů. Výrobek byl mimořádně úspěšný a po dlouhou dobu firma neměla na trhu konkurenci. Dalším Schundovým úspěšným vynálezem bylo pak zdokonalení klarinetu do podoby tarogató, který se, podobně jako nagycimbalom, stal nosným instrumentem maďarské lidové hudby. Roku 1896 zemřel Josef Schunda a Josef Václav se tak stal jediným majitelem firmy, kterou vedl až do své smrti.
Václav Josef Schunda zemřel 26. ledna 1923 v Budapešti. Pohřben byl na zdejším hřbitově Fiumei.